# 서기석
서기석(徐基錫,1953년 2월 19일 ~ )은 대한민국의 전 법관, KBS 이사장이다.

## 생애
1953년 2월 19일 경상남도 함양군에서 태어난 서기석은 경남고등학교와 서울대학교 법과대학 및 동 대학원을 졸업했다. 제21회 사법시험에 합격하여 11기 사법연수원과 군 법무관을 마치고 1981년 서울지방법원 남부지원 판사에 임명되어 판사로 재직하면서 각급 법원 부장판사 뿐만 아니라 헌법재판소 연구부장, 대법원 재판연구관으로 근무하였으며 대전지방법원, 서울행정법원, 서울고등법원에서 수석부장판사, 청주지방법원, 수원지방법원, 서울중앙지방법원에서 법원장을 역임하였다. 법률가의 필수서적으로 불리는 <주석 민법>, <주석 민사집행법> 등을 공동 저술했으며 법원내 헌법연구회 초대 회장과 행정판례연구회 부회장으로 활동했으며 일본 게이오대학 교육파견을 경험하여 법원 내 대표적인 일본법 전문가라는 평가를 받았다.
서울행정법원 부장판사로 재직할 때 "미군 장갑차에 의해 사망한 여중생 사건에 대한 검찰 수사기록과 사건기록을 공개하라"는 판결 등을 했던 서기석은 헌법재판관으로 재직하면서 "도로 외 구역에서 발생한 음주운전도 도로에서 음주운전한 것과 똑같이 처벌하는 도로교통법 조항은 부당하다"며 제기된 위헌법률심판 사건(2015헌가11)에서 헌법재판소 내에서 상대적으로 진보적이라는 평가를 받은 김이수와 함께 다수의 합헌 의견에 반대하면서 "경찰권은 사생활, 사주소에는 원칙적으로 관여할 수 없다"며 "'공권력의 개입 범위는 최소한에 그쳐야 한다'는 과잉금지의 원칙을 무시하면 안 된다"고 했다.
서기석은 2018년 2월 19일에 브라질 상파울루대학교 로스쿨을 찾아 학생들과 현지 법조인 등 100여명을 대상으로'한국 헌법재판의 역사와 제도, 그리고 주요 결정들’을 주제로 특별강연을 하면서 질의토론자로 나온 2016년 8월 당시 브라질 연방최고법원장으로서 호세프 전 브라질 대통령의 탄핵절차를 진행하고 선고한 레반도브스키 브라질 연방최고법원 재판관이 참석하여 양국 탄핵제도의 공통점과 차이점 및 한국과 브라질에서 실제로 진행된 탄핵과정 등에 대해 질의·토론을 했다.

## 경력
- 1981년 서울지방법원 남부지원 판사
- 1983년 서울민사지방법원 판사
- 1985년 마산지방법원 충무지원 판사
- 1987년 서울지방법원 동부지원 판사
- 1989년 서울형사지방법원 판사
- 1991년 서울고등법원 판사
- 1994년 대법원 재판연구관
- 1998년 인천지방법원 부장판사
- 1999년 헌법재판소 헌법연구관
- 1999년 서울지방법원 남부지원 부장판사
- 2000년 서울지방법원 부장판사
- 2002년 서울행정법원 부장판사
- 2004년 대전고등법원 부장판사
- 2004년 대전지방법원 수석부장판사 직무대리
- 2005년 서울고등법원 부장판사
- 2006년 서울행정법원 수석부장판사 직무대리
- 2010년 서울고등법원 수석부장판사
- 2010년 청주지방법원 법원장
- 2010년 대전고등법원 청주재판부 부장판사
- 2012년 수원지방법원 법원장
- 2013년 2월 4일 ~ 2013년 3월 27일 서울중앙지방법원 법원장
- 2013년 3월 ~ 2019년 4월 18일 헌법재판소 헌법재판관
- 2019년 5월 1일 한양대학교 법학전문대학원 석좌교수
- 한양대학교 법학전문대학원 대우교수
- 2020년 3월 신한은행 사외이사
  - 신한은행 위험관리위원회의원
  - 신한은행 보수위원회 위원장
- 2022년 8월 법무법인 동인 구성원변호사
- 2023년 8월 23일 ~ KBS 이사회 이사
- 2023년 8월 23일 ~ KBS 이사회 이사장